# 入沢の滝
入沢の滝（いりさわのたき）は、群馬県多野郡神流町を流れる入沢川支流にかかる滝である。
標高600 m付近にあり、落差30 - 40 m程度。滝の下1/4程度が硬いチャート層となっているため二段になっており、上段の下部が侵食されて裏見の滝となっている。滝を超えた奥に小さな祠があり、不動明王が祀られている。「その体を削って飲めば、病が治る」との言い伝えのある不動明王の「身削り不動」が祀られている。前には3基の石灯篭があり、これらは100年以上前（明治43年）に奉納された。

## アクセス
自家用車の場合、国道462号の神流町柏木で入沢川に沿う林道に入る。途中「林道愛宕山線」の分岐を左へ。そこからは未舗装路が続く。看板のある分岐が出てきたら右へ。コンクリート舗装された急坂を登ると行き止まりに入沢不動および入沢の滝がある。入沢不動の手前に数台ほどの駐車スペースあり。
公共交通機関を利用する場合、JR高崎線新町駅から日本中央バス「万場」または「上野村ふれあい館」行きに乗車し、「不動橋」バス停で下車、入沢川に沿って徒歩約１時間半。

## 御滝不動尊の御堂54平方メートル全焼
2024年４月28日午後5時10分ごろ、群馬県神流町柏木の御滝不動尊の御堂が焼け崩れていると、通行人の男性が藤岡署神流町駐在所の外に設置された不在転送電話から同署に通報した。木造平屋建ての御堂約54平方メートルを全焼したほか、近隣の山林に延焼した。けが人はいなかった。藤岡署が出火原因を調べている。

## 周辺
- 御荷鉾スーパー林道
- 御荷鉾山

## ギャラリー

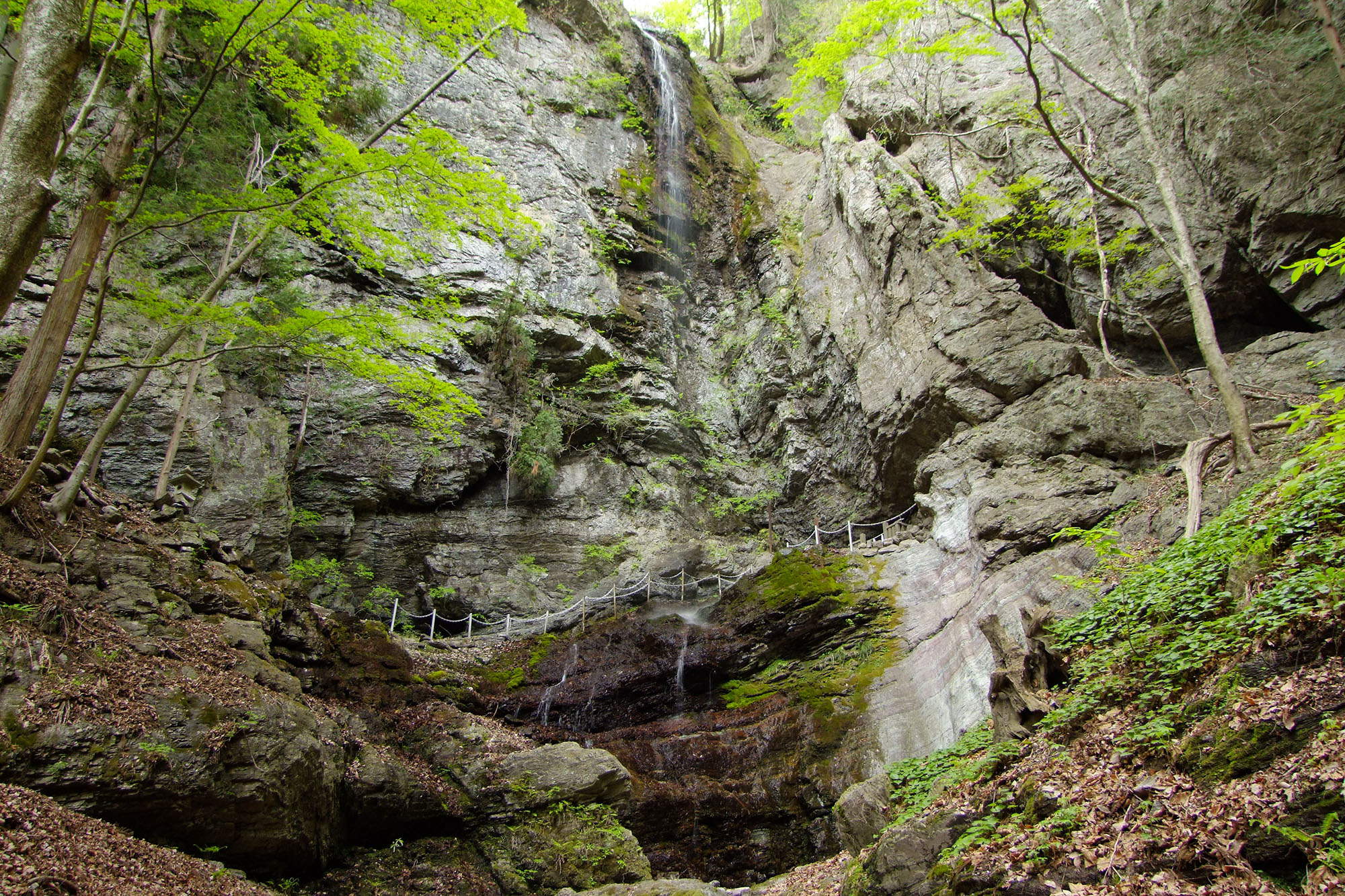
入沢の滝
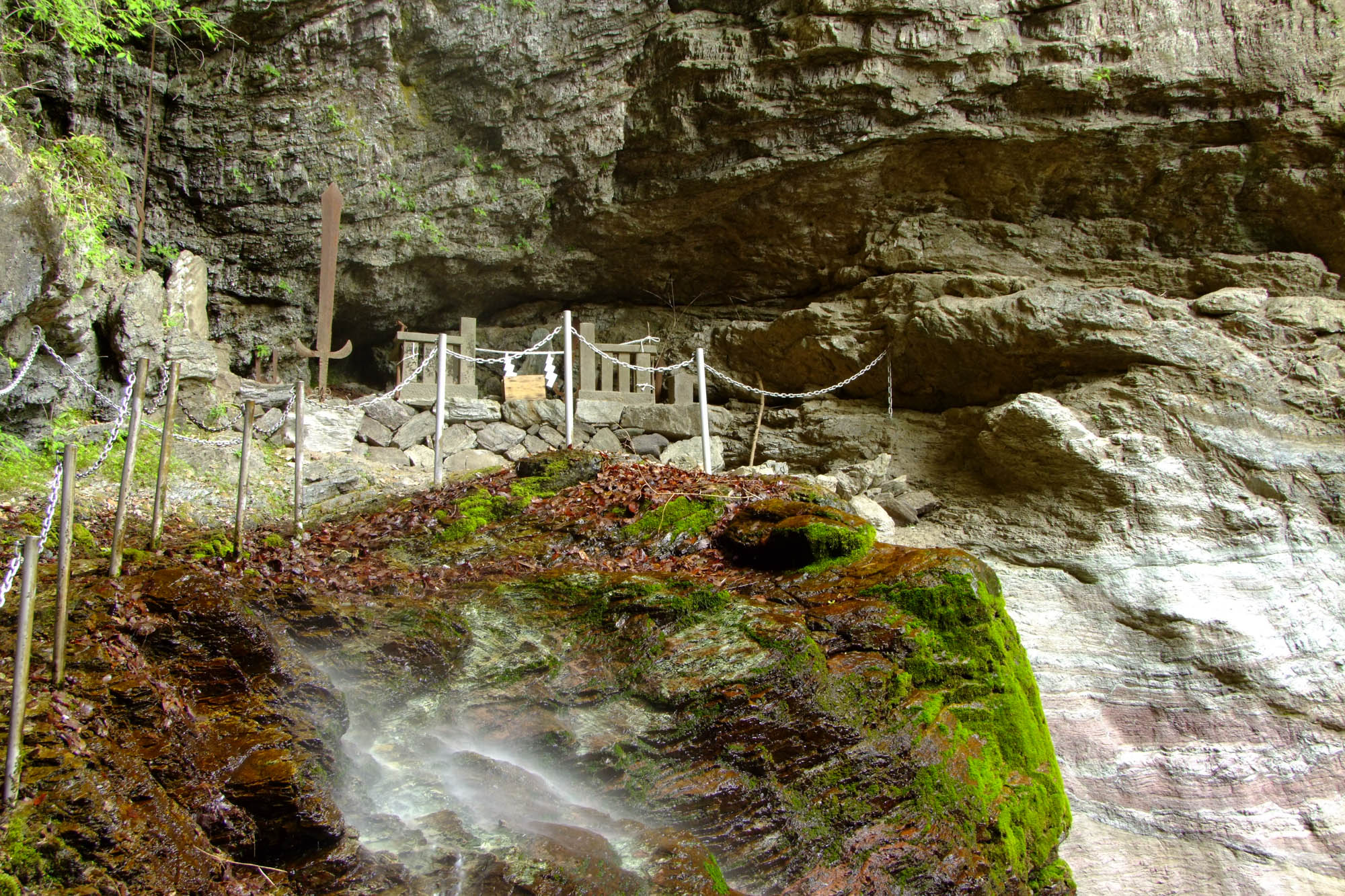
滝の裏とその奥の祠
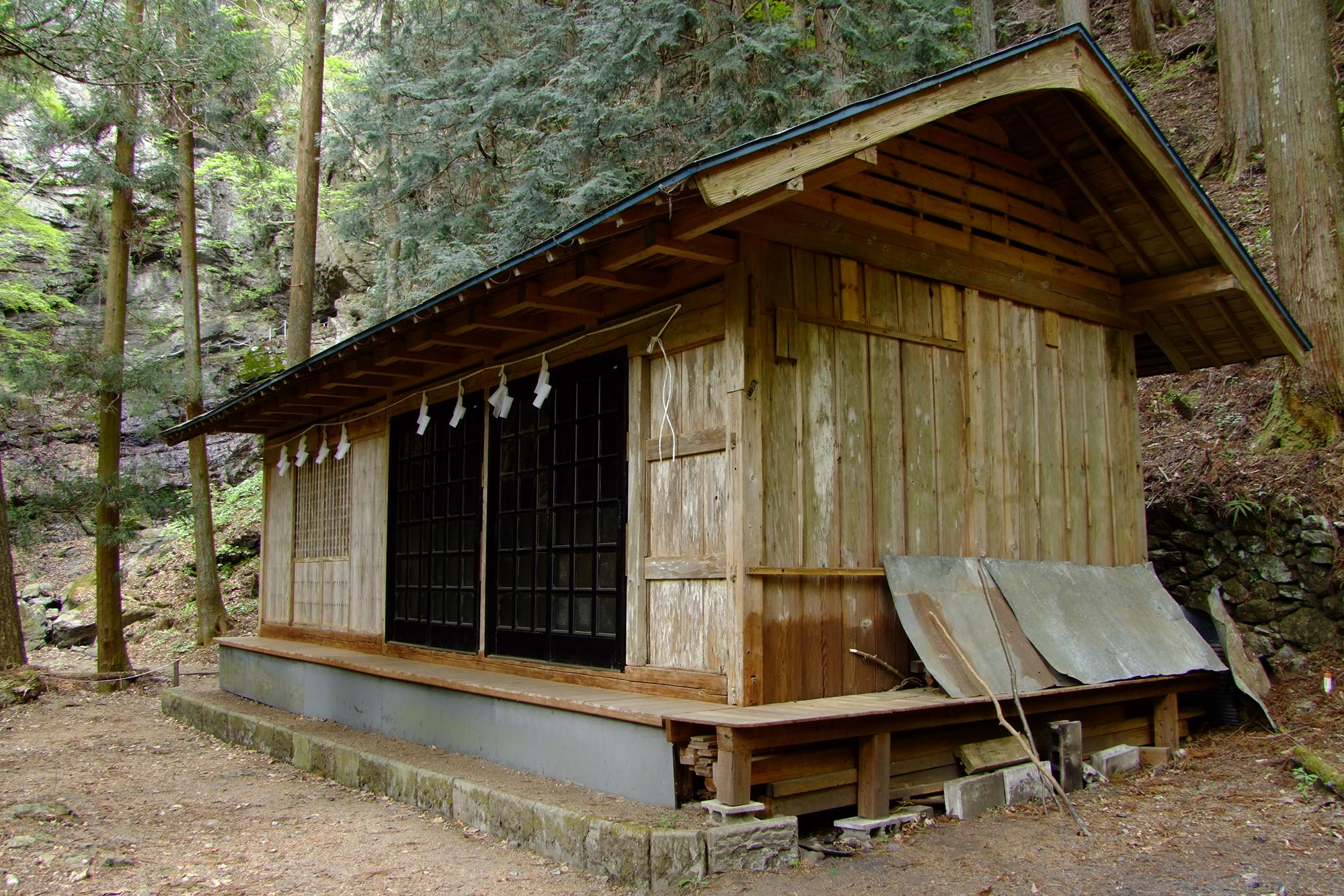
入沢不動